# 加州空軍國民警衛隊
加利福尼亞州空軍國民警衛隊（英語：California Air National Guard），縮寫作（CA ANG）是加州國民警衛隊的三個組成部分之一，是美國空軍的預備役，也是美國國民警衛隊的一部分。

## 概述
在“总兵力”概念下，加州空军国民警卫队单位被认为是美国空军(USAF) 的空军预备役部队 (ARC)。加利福尼亚 ANG 单位由美国空军训练和装备，如果联邦化，则由美国空军主要司令部在作战上获得。此外，加州空军国民警卫队被分配到空军远征军，并与现役和空军预备役同行一起部署。
除了履行联邦储备义务外，加州 ANG 还须根据州长的命令启动，以保护生命和财产，并维护和平、秩序和公共安全。国家任务包括地震、飓风、洪水和森林火灾时的救灾、搜索和救援、保护重要的公共服务以及支持民防。

## 組成單位
加州空军国民警卫队由以下主要单位组成：
- 第 129 救援联队

1955年4月3日成立；操作： HC-130J 战斗王II ； HH-60G 铺路鹰
驻扎在：莫菲特空军国民警卫队基地，山景城
获得者：空战司令部
第 129 团的成员使用 HC-130 油轮和 HH-60 直升机的组合在各种条件下进行了救援 - 从波涛汹涌的太平洋海到崎岖的内华达山脉。许多高风险的救生任务涉及远程水上飞行、使用 HC-130 飞机为直升机空中加油，以及船舶和直升机熟练机动以从这些船只的甲板上救出病人。 
- 第 144 战斗机联队

成立于 1948 年 6 月 2 日；操作： F-15 鹰
驻扎在：弗雷斯诺弗雷斯诺空军国民警卫队基地，并在马奇空军预备役基地增设警戒支队
获得者：空战司令部
利用 F-15 Eagle 为加利福尼亚从墨西哥边境到俄勒冈州提供防空保护。 
- 第 146 空运联队

1924 年 6 月 16 日成立（作为：第 115 观察中队）；操作： C-130J Hercules (MAFFS)
驻扎在：海峡群岛空军国民警卫队站，奥克斯纳德
获得者：空中机动司令部
作为 CA ANG 最古老的单位，第 146 AW 为各州和联邦机构提供全球军事空运能力。 
- 第 163 攻击联队

1946 年 11 月 9 日成立（作为：第 196 战斗机中队）；操作： MQ-9 收割者
驻扎地：马奇空军预备役基地，里弗赛德
获得者：空战司令部/空中教育训练司令部
拥有 902 名成员，其中大约 220 名是全职成员。目前正在从 KC-135 Stratotanker 空中加油任务过渡到 MQ-1 Predator ISR 联队，执行全球无人机系统、战斗支援和人道主义任务。 
- 第 195 联队

1948 年 5 月 13 日成立；非飞行单位
驻扎在：比尔空军基地，马里斯维尔
获得者：空军太空司令部
负责非飞行任务，包括电子情报、通信、网络战、空间控制和行政计划。 

## 历史

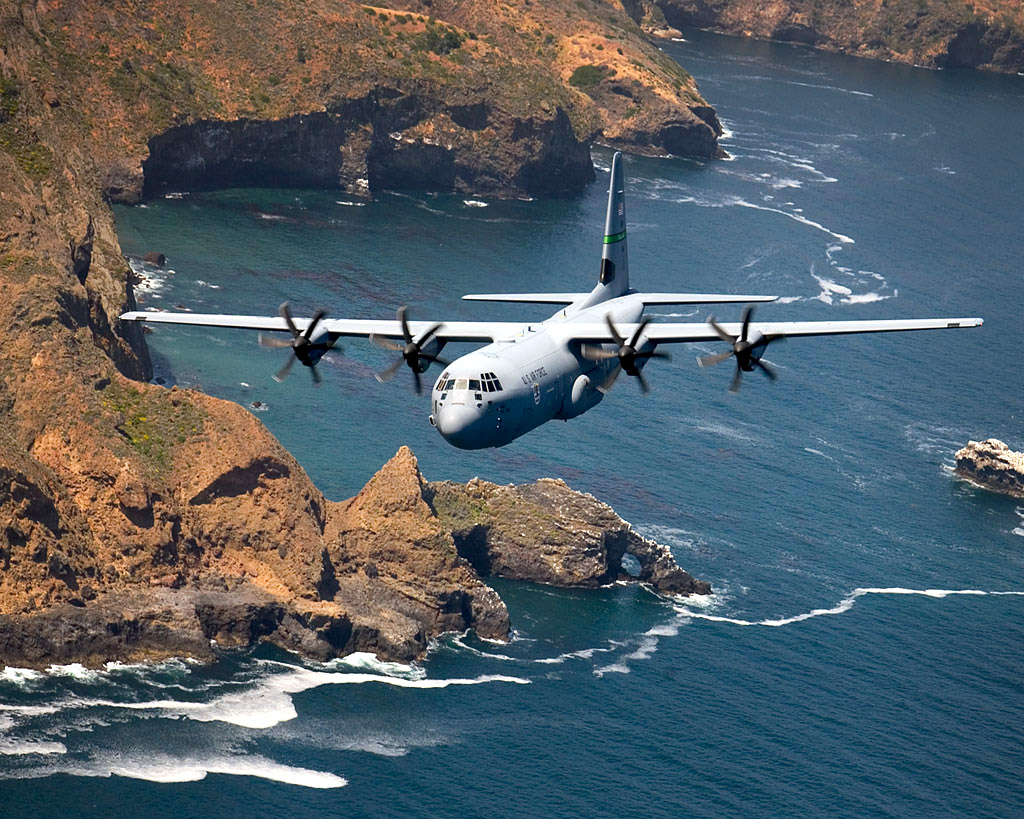
第 115 空运中队的 C-130J Hercules 飞越圣克鲁斯岛。第 115 空军中队是加州空军国民警卫队中最古老的单位，为州和国家服务了 80 多年。

加州空军国民警卫队起源于 1917 年 8 月 28 日，当时第 115 航空中队的成立是第一次世界大战美国陆军航空服务队的一部分。在1918 年与德国的停战协议之后，第 115 团在法国西部战线服役，建造设施并从事补给和相关的基地支持活动，并于 1919 年复员。
1903 年的《民兵法》建立了目前的国民警卫队系统，由各州组建但由联邦政府支付费用的单位，负责立即为国家服务。如果根据总统令联邦化，它们属于常规军事指挥系统。 1920 年 6 月 1 日，民兵局发布了关于组织国民警卫队空军部队的第 1 号通知。 

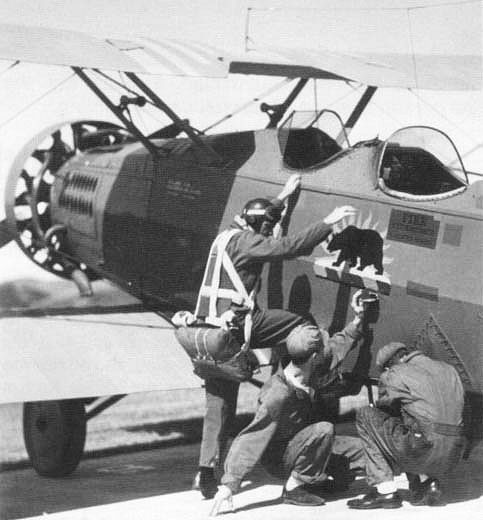
1933 年，第 115 观察中队的米勒上尉在梅里亚姆营地（现为圣路易斯奥比斯波营地）准备执行目标拖曳任务，登上 O-38 的机械师调整拖曳机制

第115 观察中队由民兵局于 1924 年 4 月 5 日成立，授权直接组建加州国民警卫队第 40 航空师第 115 观察中队。最初，该股在圣莫尼卡的 Clover Field 举行会议，使用备用设备飞机进行飞行。后来，中队在国民警卫队军械库和南加州大学会面。 1925 年，在组建几个月后，中队搬到了洛杉矶格里菲斯公园机场的永久驻地。 1941 年 3 月 3 日，第 115 观察中队奉命加入现役美国陆军航空队，作为美国参战前陆军航空队建设的一部分。 
1946 年 5 月 24 日，美国陆军航空队为响应哈里·S·杜鲁门总统实施的战后军事预算大幅削减，将不活跃的单位指定给国民警卫队，以组建空军国民警卫队。这些单位名称被分配并转移到各个州国民警卫队局，为他们提供单位名称，以重新建立他们作为空军国民警卫队单位。 
现代加利福尼亚 ANG 于 1946 年 7 月 1 日在范奈斯的范奈斯机场作为第62 战斗机联队获得联邦承认。它的第 115 轰炸中队配备了 A-26 入侵者轻型轰炸机。 1946 年 9 月 16 日，它的第 146 战斗机大队也在范奈斯成立，几个战斗机中队配备了 F-51 野马，其任务是该州的防空。然而，1947 年 9 月 18 日被认为是加州空军国民警卫队的正式诞生，同时美国空军根据《国家安全法》作为美国军队的一个独立分支成立
1948 年 4 月 4 日，第 61 战斗机联队及其第 144 战斗机大队在海沃德海沃德市机场成立。第 61 师的任务是北加州的防空，第 62 师，南加州。
今天，加州空軍國民警衛隊的部队执行国土防御任务；全球空运任务、空中消防、战斗搜救和无人机 (UAV) 侦察任务。 162d CCG 还维护战术通信电子设施，并为支持美军战时突发事件的作战指挥部提供战术指挥和控制通信服务。
在2001 年 9 月 11 日对美国的恐怖袭击之后，加利福尼亚州的每个空军国民警卫队部队都被激活，以支持全球反恐战争。飞行机组人员、飞机维修人员、通信技术人员、空中管制员和空中安全人员参与了美国主要城市的“高贵鹰行动”防空飞行。 2007 年 12 月，在 F-15 战机因潜在的结构问题停飞后，加州空军国民警卫队承担了美国西部的防御任务。这是第一次由单一国家的战斗机联队负责整个海岸的防御。 
此外，加州空軍國民警衛隊有海外部署的记录，作为阿富汗持久自由行动和伊拉克伊拉克自由行动的一部分，以及按照指示部署到其他地点。